# My Little Monster
My Little Monster (となりの怪物くん?, Tonari no kaibutsu-kun, lett. "Il mostro seduto accanto a me") è un manga scritto e disegnato da Robico, serializzato sulla rivista Dessert di Kōdansha dal 23 agosto 2008 al 24 giugno 2013. In Italia i diritti sono stati acquistati dalla GP Manga, che ha dato inizio alla pubblicazione dei volumi a partire da giugno 2012. Un adattamento anime, prodotto dalla Brain's Base, è stato trasmesso in Giappone dal 1º ottobre al 24 dicembre 2012.

## Trama
Shizuku Mizutani è una liceale che nella vita pensa solo a studiare. Ma a volte il destino ci mette lo zampino e, complici dei documenti da consegnare, ecco che entra in scena Haru Yoshida, un compagno di classe molto misterioso che sembra nascondere un segreto. Una parola tira l'altra e tra i due comincia a formarsi una specie di amicizia, tuttavia il ragazzo mette tutto a soqquadro quando si dichiara improvvisamente.

## Personaggi

### Personaggi principali

Shizuku e Haru nell'anime

Shizuku Mizutani (水谷 雫?, Mizutani Shizuku)
Doppiata da: Mariya Ise (drama-CD), Haruka Tomatsu (anime) doppiaggio italiano: Letizia Ciampa (anime)
Interpretata da: Tao Tsuchiya (Live Action)
Ragazza fredda e riservata, fin da piccola il suo unico interesse è lo studio. Incontra per la prima volta Haru dopo essere andata a casa sua per convincerlo a tornare a scuola. Essendo l'unica persona ad essersi avvicinata a lui senza timore, Haru inizia a seguirla ovunque, affermando dopo poco tempo di essersi infatuato di lei. Da piccola veniva spesso chiamata ‘Dry Ice’, nomignolo che alle superiori verrà modificato in ‘Donna di Ghiaccio’. Dopo il ritorno di Haru a scuola, Shizuku inizia a far amicizia con i suoi compagni, in particolare con Asako Natsume, che può essere definita la sua migliore amica. Oltre ad Haru, Natsume e Sasayan (Sohei Sasahara), Shizuku fa amicizia con Chizuru Oshima, che per un breve periodo di tempo diverrà la sua rivale in amore. Conosce anche Kenji Yamaguchi, detto Yamaken, che s'innamora anche lui della ragazza, ma verrà rifiutato per ben due volte, poiché a Shizuku piace Haru. La relazione tra Haru e Shizuku si evolve molto nella storia, rimanendo insieme anche dopo il liceo. Nelle ultime pagine del manga, ambientata tre anni e mezzo dopo la cerimonia del diploma, Shizuku e Haru vivono insieme, e quest'ultimo le chiede di sposarlo. Shizuku è molto legata alla sua famiglia, soprattutto a sua madre, la causa principale del suo affiatamento verso lo studio.
Haru Yoshida (吉田 春?, Yoshida Haru)
Doppiato da: Ken'ichi Suzumura (drama-CD), Tatsuhisa Suzuki (anime)  doppiaggio italiano: Gabriele Tacchi  (anime)
Interpretato da: Masaki Suda (Live Action)
Vicino di banco di Shizuku. A causa di una furibonda lite il primo giorno, non si è presentato a scuola fino a quando quest'ultima non lo ha convinto. È molto legato a lei, tant'è che la segue dappertutto e fin dall'inizio dichiara di amarla. Spensierato e dall'animo buono, involontariamente causa timore in chi lo circonda. Ha un fratello maggiore, Yuuzan, con il quale ha un rapporto difficile: nonostante da piccoli fossero molto legati, quando si sono trasferiti dal padre Yuuzan ha perso la capacità di sorridere, iniziando ad evitare Haru. Credendo di essere la causa del suo cambiamento, Haru inizia a non studiare più per farsi cacciare, venendo preso in custodia da sua zia Kyoko. Da allora Haru vive con il cugino Mitsuyoshi. Nonostante ciò, nel profondo vuole bene a suo fratello, anche se non lo ammette e continua a scappare ogni volta che lo vede. Conosce fin da piccolo Yamaken, con cui litiga spesso a causa di Shizuku. Dopo aver imparato a integrarsi, è diventato molto popolare a scuola, facendosi amici i suoi compagni di classe. Ogni qual volta che c'è una verifica, riesce sempre a prendere voti più alti di Shizuku senza fare il minimo sforzo, perché alle medie (non avendole mai frequentate), si è anticipato tutto il programma delle superiori. Non frequenta l'ultimo anno, poiché diventa l'aiutante di un collega di sua zia, anche se quando torna riesce a prendere il diploma. La sua storia con Shizuku continua anche dopo il liceo, e nelle ultime pagine del manga le chiede di sposarlo. Possiede un pollo di nome Nagoya.
Asako Natsume (夏目 あさ子?, Natsume Asako)
Doppiata da: Yuiko Tatsumi (drama-CD), Atsumi Tanezaki (anime) doppiaggio italiano: Stefania Spampinato (anime)
Interpretata da: Elaiza Ikeda (Live Action)
Ragazza allegra e di bell'aspetto, attira l'attenzione di molti ragazzi che di conseguenza si dichiarano a lei, conquistandosi l'antipatia di tutte le ragazze. Troverà in Shizuku la sua prima vera amica. Si avvicina ad Haru e Shikuzu (per lei Mitti) per farsi aiutare nello studio, in cui è una frana. Molto presto inizia a provare qualcosa per Micchan, il cugino di Haru, arrivando a dichiararsi due volte, ma verrà rifiutata perché troppo giovane. A causa della sua popolarità con i ragazzi, cerca il più possibile di stargli lontano e di non averci niente a che fare, eccezione fatta per Haru, con il quale riesce a parlare perché sa che è innamorato di Shizuku, e Sasayan, che considera solo un amico. Dopo i rifiuti di Micchan, Natsume ha un blocco che le impedisce di mettere piede al Batting Center, locale in cui lavora il ragazzo. Verrà aiutata da Sasayan a superare questo blocco, e finalmente riesce a parlare in modo naturale e spontaneo con Micchan. Dopo la festa del Matsuri, in cui Natsume si chiarisce con Mitsuyoshi, Sasayan la riaccompagna a casa mentre questa è in lacrime, prendendola per mano. Da allora in poi Natsume evita l'amico, sostenendo di piacergli. La cosa verrà smentita dallo stesso Sasayan, e dopo aver litigato e poi fatto pace, ammette di avere una cotta per la ragazza. Nonostante ciò i due continuano come prima, e dopo la cerimonia del diploma, Natsume dice a Sasayan che la sua scuola non è poi così lontana dalla sua università. Nell'epilogo, dopo che Haru e Shizuku decidono di sposarsi, si vede Natsume al computer con una foto sua e di Sasayan appoggiata sulla scrivania, con una cornice a cuore, segno che molto probabilmente i due si sono fidanzati.
Sōhei Sasahara (佐々原 宗平?, Sasahara Sōhei)
Doppiato da: Nobuhiko Okamoto (drama-CD), Ryōta Ōsaka (anime)
Interpretato da: Gaku Sana (Live Action)
Per gli amici Sasayan, è un ragazzo pieno di amicizia. Si avvicina a Shizuku Poiché incuriosito da lei dal momento che frequenta Haru. È nel club di baseball ed era alle medie con Haru, ma non lo conosce tanto bene. Litiga spesso con Natsume, la quale lo fa arrabbiare per delle stupidaggini, ma le vuole molto bene. È stato lui a dire a Micchan, che chiama Capo, di rifiutarla, e dopo averlo a Natsume lei gli risponde di non preoccuparsi, perché sapeva che sarebbe stata rifiutata. Continua a dire di essere stato ‘battuto’ da Micchan, e quando gli viene chiesto il perché non sa rispondere. Si accorge di provare dei sentimenti per Natsume e, dopo essersi dichiarato ed essere stato rifiutato, continuano il loro rapporto come se niente fosse. Dopo la cerimonia del diploma, Natsume fa notate a Sasayan che le loro scuole non sono poi così lontane, facendo intuire che la ragazza provi qualcosa. Nell'epilogo, dopo che Haru e Shizuku decidono si sposarsi, si vede Natsume al computer con una foto sua e di Sasayan appoggiata sulla scrivania, con una cornice a cuore, segno che molto probabilmente i due si sono fidanzati.

### Altri personaggi
Kenji Yamaguchi (山口 賢二?, Yamaguchi Kenji)
Doppiato da: Daisuke Namikawa (drama-CD), Takuma Terashima (anime)
Interpretato da: Yuki Yamada (Live Action)
Detto Yamaken, è un ragazzo ricco e riservato, molto popolare con le ragazze. Conosce Haru fin da piccolo, poiché andavano alla stessa scuola elementare. Non lo ha mai sopportato, perché Haru si è subito dimostrato migliore di lui a scuola. Ha un senso dell'orientamento pari a zero, infatti si perde facilmente. Frequenta la scuola superiore Kaimei, un istituto maschile. S'innamora di Shizuku, anche se inizialmente non lo vuole ammettere nemmeno a sé stesso. Dopo un po' si dichiara, ma viene rifiutato. Ha una sorella minore, Iyo, ma non la considera.
Yūzan Yoshida (吉田 優山?, Yoshida Yūzan)
Doppiato da: Yūki Kaji (drama-CD), Yūichi Nakamura (anime)
Interpretato da: Yūki Furukawa (Live Action)
Fratello maggiore di Haru, prova piacere nel tormentarlo. Fa la sua prima comparsa per convincere il fratello a non tornare a casa e rimanere da Mitsuyoshi e continuare gli studi. Sebbene non lo dimostri, vuole bene ad Haru, con il quale aveva un rapporto molto saldo durante l'infanzia, ma che si è affievolito una volta che i due sono andati a vivere dal padre. Somiglia molto al fratello, ma è molto più calmo e una passione sconsiderata per i dolci.
Mitsuyoshi Misawa (三沢 満善?, Misawa Mitsuyoshi)
Doppiato da: Daisuke Ono (drama-CD), Tomoyuki Higuchi (anime)
Interpretato da: Mokomichi Hayami (Live Action)
Cugino di Haru, diventa il suo tutore quando egli lascia la sua casa e dopo la morte della madre. Possiede un locale con una piattaforma di baseball. A causa della sua somiglianza con il padre, sia Haru che Yuzan gli vietano di girare senza occhiali da sole, guardandolo torvo quando se li toglie. Fa innamorare di sé Natsume, ma la rifiuta spiegandole che non potrebbe mai mettersi con una liceale.
Iyo Yamaguchi (山口 伊代?, Yamaguchi Iyo)
Doppiata da: Yū Kobayashi (drama-CD)
Sorella minore di Yamaken, appare solo nel manga. Somiglia molto al fratello, il quale non la considera e cerca di tenerla alla larga. Prende una cotta per Haru e, successivamente, per Yuzan, non sapendo chi scegliere.
Ninomiya Saeko (二宮 冴子?, Saeko Ninomiya)
Doppiata da: Yuiko Tatsumi (drama-CD), Nozomi Sasaki (anime)
Una giovane insegnante che vede il mondo tutto a cuoricini. È intimorita da Haru e molte volte si fa mettere i piedi in testa dai suoi alunni.

## Media

### Manga
Il manga, scritto e disegnato da Robico, è stato serializzato sui numeri tra settembre 2008, pubblicato il 23 agosto 2008, e agosto 2013, pubblicato il 24 giugno 2013, della rivista Dessert della Kōdansha. Dodici volumi tankōbon sono stati pubblicati tra il 13 gennaio 2009 e il 12 agosto 2013. In Italia la serie è stata concessa in licenza alla GP Manga, che ne ha pubblicato i volumi tra il 21 giugno 2012 e il 7 giugno 2014, mentre in America del Nord i diritti sono stati acquistati dalla Kōdansha Comics USA, che ha reso disponibile il primo volume l'11 marzo 2014. Un manga spin-off è stato serializzato sul Dessert dal 24 agosto al 22 novembre 2013; i capitoli sono stati raccolti in un tredicesimo volume speciale che è stato pubblicato il 10 gennaio 2014 in Giappone e il 18 luglio dello stesso anno in Italia.

#### Volumi
| 1  | 13 gennaio 2009 | ISBN 978-4-06-365540-7                                                      | 21 giugno 2012    | ISBN 978-88-6468-783-4 |
| 1  | Capitoli - 1. Il mio vicino Yoshida - 2. ...io non ti odio! - 3. Che strano! - 4. Un bel guaio                                                         |                                                                             |                   |                        |
| 2  | 12 giugno 2009 | ISBN 978-4-06-365555-1                                                      | 19 luglio 2012    | ISBN 978-88-6468-784-1 |
| 2  | Capitoli - 5. Break - 6. Vacanze estive! - 7. La situazione di Yoshida - 8. La depressione di Shizuku e Ooshima                                        |                                                                             |                   |                        |
| 3  | 13 ottobre 2009 | ISBN 978-4-06-365575-9                                                      | 24 agosto 2012    | ISBN 978-88-6468-785-8 |
| 3  | Capitoli - 9. Mi piaci proprio! - 10. A debita distanza - 11. Benvenuti! Shōyō Festival (parte prima) - 12. Benvenuti! Shōyō Festival (parte seconda)  |                                                                             |                   |                        |
| 4  | 12 febbraio 2010 | ISBN 978-4-06-365590-2                                                      | 21 settembre 2012 | ISBN 978-88-6468-786-5 |
| 4  | Capitoli - 13. 0 e 1 - 14. Christmas - 15. Il Kenji di casa Yamaguchi - 16. L'anno sta finendo                                                         |                                                                             |                   |                        |
| 5  | 13 luglio 2010 | ISBN 978-4-06-365613-8                                                      | 19 ottobre 2012   | ISBN 978-88-6468-862-6 |
| 5  | Capitoli - 17. A proposito di Natsume - 18. Un giorno di riposo agitato - 19. Quasi un appuntamento - 20. Due giorni e una notte                       |                                                                             |                   |                        |
| 6  | 13 dicembre 2010 | ISBN 978-4-06-365632-9                                                      | 13 dicembre 2012  | ISBN 978-88-6468-863-3 |
| 6  | Capitoli - 21. Sasayan e Haru - 22. Girls Cooking Chocolate - 23. Birthday (parte prima) - 24. Birthday (parte seconda)                                |                                                                             |                   |                        |
| 7  | 13 maggio 2011 | ISBN 978-4-06-365650-3                                                      | 26 aprile 2013    | ISBN 978-88-6634-444-5 |
| 7  | Capitoli - 25. I due innamorati - 26. La fine di un anno - 27. Vacanze primaverili - 28. Primavera                                                     |                                                                             |                   |                        |
| 8  | 13 ottobre 2011 | ISBN 978-4-06-365668-8                                                      | 21 giugno 2013    | ISBN 978-88-6634-539-8 |
| 8  | Capitoli - 29. Il primo passo - 30. L'inizio - 31. Happy Paradise - 32. La seconda estate (parte prima)                                                |                                                                             |                   |                        |
| 9  | 13 marzo 2012 | ISBN 978-4-06-365685-5                                                      | 30 agosto 2013    | ISBN 978-88-6634-623-4 |
| 9  | Capitoli - 33. La seconda estate (parte seconda) - 34. La seconda estate (parte terza) - 35. Sasayan e Natsume - 36. Strade da prendere                |                                                                             |                   |                        |
| 10 | 10 agosto 2012 | ISBN 978-4-06-365701-2                                                      | 11 maggio 2014    | ISBN 978-88-6634-648-7 |
| 10 | Capitoli - 37. La storia di Yuzan - 38. Il giorno del festival culturale - 39. Shizuku - 40. Il mondo com'era una volta                                |                                                                             |                   |                        |
| 11 | 11 gennaio 2013 | ISBN 978-4-06-365717-3                                                      | 11 maggio 2014    | ISBN 978-88-6634-811-5 |
| 11 | Capitoli - 41. Due settimane dopo - 42. La giostra - 43. I due nel sogno - 44. Yamaken e Shizuku                                                       |                                                                             |                   |                        |
| 12 | 12 agosto 2013 (ed. regolare) 10 agosto 2013 (ed. limitata)                                                                                            | ISBN 978-4-06-358451-6 (ed. regolare) ISBN 978-4-06-365739-5 (ed. limitata) | 7 giugno 2014     | ISBN 978-88-6634-896-2 |
| 12 | Capitoli - 45. Un'alba piena di calore - 46. Home Sweet Home - 47. Gli studenti del terzo anno - 48. La cerimonia del diploma                          |                                                                             |                   |                        |
| 13 | 10 gennaio 2014 | ISBN 978-4-06-365755-5                                                      | 18 luglio 2014    | ISBN 978-88-6634-965-5 |
| 13 | Capitoli - Extra. La storia di Sasayan 2 - Extra. Iyo alla ricerca del principe azzurro! - Extra. I ragazzi sulla riva del fiume - Extra. Never Ending |                                                                             |                   |                        |

### Anime
L'adattamento anime è stato annunciato sul numero di luglio 2012 della rivista Dessert della Kōdansha. La serie televisiva, prodotta dalla Brain's Base e diretta da Hiro Kaburaki con Noboru Takagi come segretario di edizione, è stata trasmessa in Giappone tra il 1º ottobre e il 24 dicembre 2012. Le sigle di apertura e chiusura sono rispettivamente Q&A Recital! (Q&Aリサイタル！?) di Haruka Tomatsu e White Wishes delle 9nine. Gli episodi sono stati trasmessi in streaming, in contemporanea col Giappone, da Crunchyroll. Un episodio OAV è stato pubblicato il 12 agosto 2013 nell'edizione limitata dell'ultimo volume del manga.

#### Episodi
| Nº  | Titolo italiano (traduzione letterale) Giapponese 「Kanji」 - Rōmaji                      | In onda          | In onda |
| Nº  | Titolo italiano (traduzione letterale) Giapponese 「Kanji」 - Rōmaji                      | Giapponese       |         |
| 1   | Seduta accanto a Yoshida 「となりの吉田くん」 - Tonari no Yoshida-kun                     | 1º ottobre 2012  |         |
| 2   | Bizzarro 「変」 - Hen                                                                     | 8 ottobre 2012   |         |
| 3   | Fastidio 「やっかい」 - Yakkai                                                            | 15 ottobre 2012  |         |
| 4   | Vacanze estive 「夏ブレイク」 - Natsu bureiku                                             | 22 ottobre 2012  |         |
| 5   | I problemi familiari di Yoshida 「吉田くんちの事情」 - Yoshida-kun chi no jijō            | 29 ottobre 2012  |         |
| 6   | Ragazze malinconiche 「彼女達の憂鬱な日々」 - Kanojo-tachi no yūutsu na hibi              | 5 novembre 2012  |         |
| 7   | La distanza che li separa 「２人の距離」 - Futari no kyori                                | 12 novembre 2012 |         |
| 8   | Venite al festival dello Shōyō! 「おいでませ！松楊祭」 - Oidemase! Shōyōsai               | 19 novembre 2012 |         |
| 9   | 0 e 1 「０と１」 - 0 to 1                                                                 | 26 novembre 2012 |         |
| 10  | Natale 「クリスマス」 - Kurisumasu                                                        | 3 dicembre 2012  |         |
| 11  | Kenji, il figlio degli Yamaguchi 「山口さんちの賢二くん」 - Yamaguchi-sanchi no Kenji-kun | 10 dicembre 2012 |         |
| 12  | L'anno volge al termine 「年は暮れゆく」 - Toshi wa kure yuku                             | 17 dicembre 2012 |         |
| 13  | La primavera sta arrivando 「春遠からじ」 - Haru tōkaraji                                 | 24 dicembre 2012 |         |
| OAV |                                                                                           |                  |         |
| 14  | Seduta accanto a Gangster 「となりの極道くん」 - Tonari no Gokudō-kun                     | 12 agosto 2013   |         |

### Live Action
Il 27 aprile 2018 verrà rilasciata una Live Action con protagonisti Masaki Suda e Tao Tsuchiya che interpreteranno rispettivamente Haru Yoshida e Shizuku Mizutani. Distribuita da Soho e adattata per televisione da Sho Tsukikawa.